# Célé
Pour les articles homonymes, voir Célé (homonymie).
Pour l’article ayant un titre homophone, voir Sélé.
Le Célé est une rivière du sud de la France qui coule dans les départements du Cantal et du Lot, dans les deux régions Occitanie et Auvergne-Rhône-Alpes. Affluent en rive droite du Lot, et donc sous-affluent de la Garonne, le Célé est le deuxième plus gros affluent du Lot après la Truyère.

## Hydronymie
L'hydronyme Célé pourrait provenir de la base espagnole sala, racine pré-indo-européenne sela qui désigne un cours d'eau ou un marécage. Ernest Nègre a avancé celerem rivum (cours d'eau rapide).

## Géographie
De 104,4 km de longueur, le Célé (du latin celer, rapide) naît dans le Massif central à 713 m d'altitude sur la commune de Puycapel et se jette dans le Lot à hauteur de la commune de Bouziès (Lot), près de Saint-Cirq-Lapopie.

### Départements et communes traversés
- Cantal : Puycapel (Calvinet-Mourjou), Cassaniouze, Saint-Constant-Fournoulès, Maurs, Le Trioulou.
- Lot : Bagnac-sur-Célé, Linac, Saint-Jean-Mirabel, Viazac, Lunan, Figeac, Béduer, Camboulit, Boussac, Corn, Espagnac-Sainte-Eulalie, Brengues, Saint-Chels, Saint-Sulpice, Marcilhac-sur-Célé, Sauliac-sur-Célé, Orniac, Cabrerets, Bouzies, Tour-de-Faure.

### Toponymes
Le Célé a donné son nom aux communes de Saint-Constant-sur-Célé, Bagnac-sur-Célé, Marcilhac-sur-Célé et Sauliac-sur-Célé.

### Bassin versant
Le Célé traverse les douze hydrographiques O819, O820, O821, O826, O827, O828 O829, O830, O831, O832, O833, O840 pour une superficie totale de 1 289 km2. Ce bassin versant est constitué à 53,47 % de « territoires agricoles », à 45,55 % de « forêts et milieux semi-naturels », à 0,98 % de « territoires artificialisés ».

## Principaux affluents
| - le Lafage : 5,9 km - le Ressègue : 22,4 km - ruisseau de Montmarty : 5,6 km - la Rance : 35,9 km - ruisseau d'Aujou : 10,3 km - le Veyre : 32,9 km | - ruisseau de Guirande : 10,7 km - le Bervezou : 24 km - ruisseau de Saint-Perdoux : 13,2 km - ruisseau de Planioles : 8,2 km - le Drauzou : 22,6 km - la Sagne : 11,3 km |

## Hydrologie

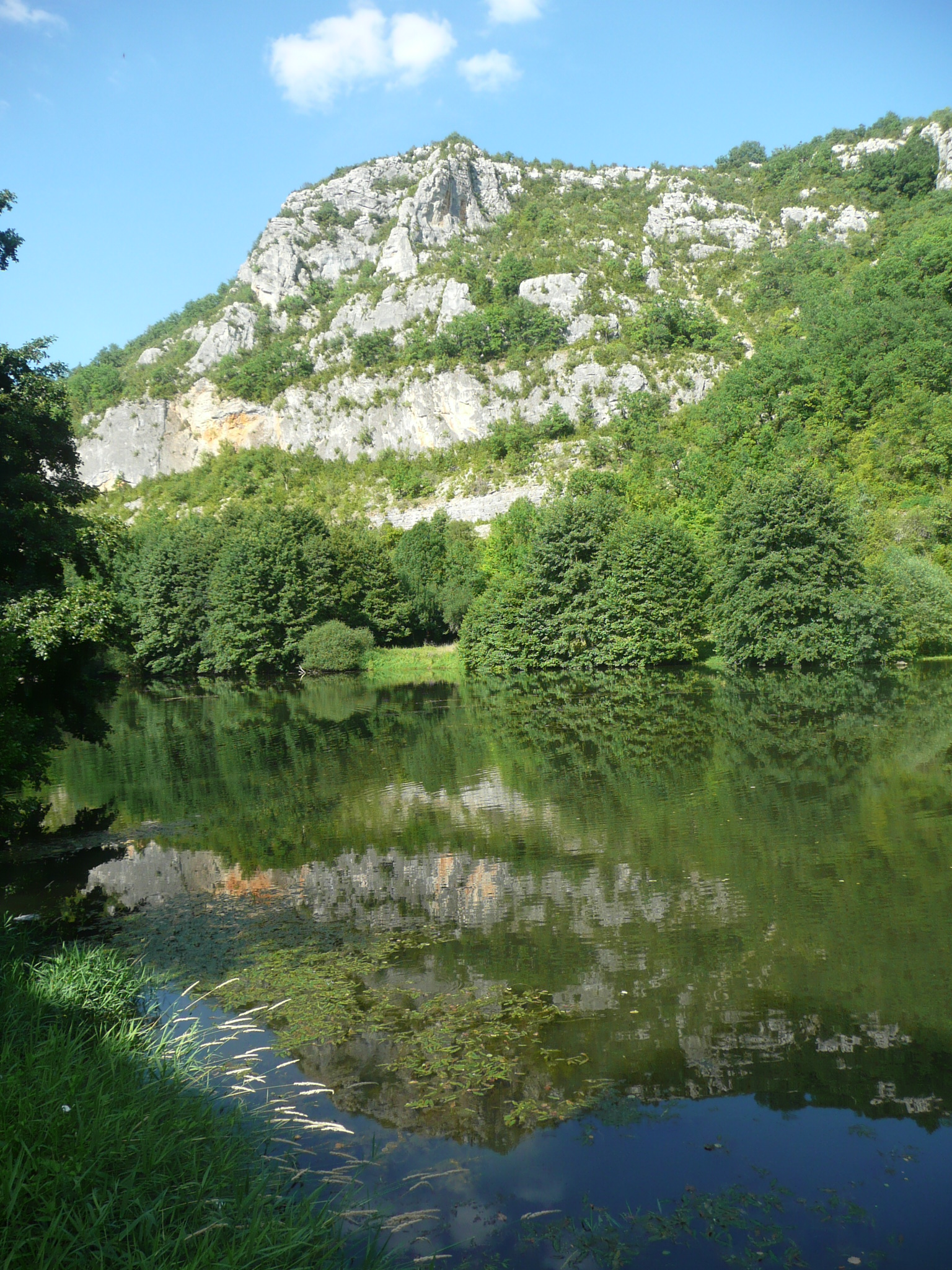
Le Célé à Marcilhac-sur-Célé.

Le Célé a une alimentation pluviale, ce qui explique les sautes de son débit, les crues brutales lors d'orages, qui peuvent prendre, parfois, un caractère catastrophique.
La rivière s'écoule selon une pente assez forte (210 m de dénivelé sur 136 km de parcours) et son bassin est assez réduit et homogène. Son débit dépend donc beaucoup des précipitations, qui se répercutent rapidement sur le cours d'eau.
Le Célé est une rivière abondante, comme la plupart des cours d'eau aquitains issus du massif central. 

### Le Célé à Orniac
Son débit a été observé sur une période de 37 ans (1971-2007), à Orniac, localité située non loin de son confluent avec le Lot. Le bassin versant de la rivière y est de 1 194 km2.
Le module de la rivière à Orniac est de 18,6 m3/s.
Le Célé présente des fluctuations saisonnières de débit fort marquées. Les hautes eaux se déroulent en hiver et au printemps et portent le débit mensuel moyen à un niveau situé entre 21 et 37 m3/s, de décembre à mai inclus (avec un maximum en février). Cependant dès mars, une baisse se fait déjà sentir. Le débit chute en juin ce qui mène rapidement aux basses eaux d'été, qui ont lieu de juillet à septembre inclus, entraînant une baisse du débit moyen mensuel jusqu'à 3,72 m3/s au mois d'août, ce qui reste cependant consistant. Mais les fluctuations de débit peuvent être bien plus considérables sur des périodes plus courtes ainsi que selon les années.

### Étiage ou basses eaux
À l'étiage le VCN3 peut chuter jusque 0,84 m3/s, en cas de période quinquennale sèche, soit 840 litres par seconde, ce qui n'est pas trop sévère.

### Crues
Quant aux crues, comme déjà signalé elles peuvent être fort importantes, caractéristique partagée par la plupart des affluents du Lot et de la Garonne. Les QIX 2 et QIX 5 valent respectivement 250 et 360 m3/s. Le QIX 10 vaut 440 m3/s, tandis que le QIX 20 est de 510 m3/s. Enfin le QIX 50 se monte à 600 m3/s.
Le débit instantané maximal enregistré à Orniac durant cette période, a été de 517 m3/s le 4 décembre 2003, tandis que le débit journalier maximal se montait à 371 m3/s le 14 décembre 1981. En comparant la première de ces deux valeurs à l'échelle des QIX de la rivière, il apparaît que cette crue était d'ordre vicennal et donc nullement exceptionnelle.
Il est intéressant de comparer ces débits de crue du Célé à ceux de deux affluents importants de la Seine en amont de Paris, la Marne et l'Yonne tous deux en fin de parcours,.
Alors que le QIX 10 du Célé se monte à 440 m3/s, celui de la Marne aux portes de Paris vaut 510 m3/s, tandis que celui de l'Yonne à son débouché est de 710 m3/s. Ainsi, les crues du relativement modeste Célé valent plus de 80 % de celles de la Marne dont le bassin est dix fois plus vaste, et plus de 60 % des débits de crue redoutés de l'Yonne, dont le bassin est neuf fois plus étendu.
| Date           | Hauteur | Date          | Hauteur |
| -------------- | ------- | ------------- | ------- |
| septembre 1843 | 4,65 m  | octobre 1872  | 3 m     |
| janvier 1879   | 3,3 m   | février 1897  | 3,15 m  |
| décembre 1906  | 4,3 m   | janvier 1912  | 3,95 m  |
| mars 1912      | 3,7 m   | décembre 1906 | 4,3 m   |
| décembre 1944  | 3,4 m   | novembre 1952 | 3,05 m  |
| décembre 1952  | 3,75 m  | février 1974  | 3,16 m  |
| février 2003   | 3,61 m  |               |         |

### Lame d'eau et débit spécifique
Au total, le Célé est une rivière abondante. La lame d'eau écoulée dans son bassin versant est de 495 millimètres annuellement, ce qui est largement supérieur à la moyenne d'ensemble de la France tous bassins confondus (plus ou moins 320 millimètres par an), et même nettement plus élevé que la moyenne du bassin du Lot (446 millimètres par an en fin de parcours) pourtant puissamment alimenté par les précipitations importantes des massifs du Cantal et de l'Aubrac entre autres. Le débit spécifique (ou Qsp) de la rivière atteint 15,6 litres par seconde et par kilomètre carré de bassin.

## Sites touristiques de la vallée
- La grotte du Pech Merle
- Cabrerets et le musée de préhistoire Amédée Lemozi
- Les falaises du Célé